# Boehmeria caudata
Boehmeria caudata là loài thực vật có hoa trong họ Tầm ma. Loài này được Sw. mô tả khoa học đầu tiên năm 1788.